# Elite Model Look
Elite Model Look — ежегодный конкурс начинающих моделей, проводится крупнейшим международным модельным агентством «Elite Model Management», также известен как Look of the Year (до 1995 года).

## История конкурса
Основанная в 1973 году Джоном Касабланкасом (John Casablancas) и Аланом Китлером (Alein Kittler) модельная группа Elite является лидером модельной индустрии и насчитывает 36 агентств и 3 региональных партнёра, представляет свыше 750 моделей на пяти континентах.
Конкурс Elite Model Look был основан в 1983 году, до 1995 года конкурс этот назывался Look of The Year. Это самый крупный и престижный профессиональный международный конкурс, который открывает широкие возможности для начинающих моделей.]
Elite Model Look ежегодно проводится модельной группой Elite Group в 50 странах мира, открывает новые лица и обеспечивает самое успешное продвижение для его новых победительниц и призёров. Ежегодно участвуют 300 тысяч девушек из 65 стран мира, но участницами международного финала становятся лишь 70.
География конкурса постоянно меняется, право на его проведение оспаривают страны и города. Первый конкурс проходил в Акапулько в Мексике, впоследствии он проводился в Рио-де-Жанейро, Майами, Нью-Йорке. В начале конкурс Elite Model Look проходит в различных странах, после чего победительницы национальных финалов приезжают на международный финал.

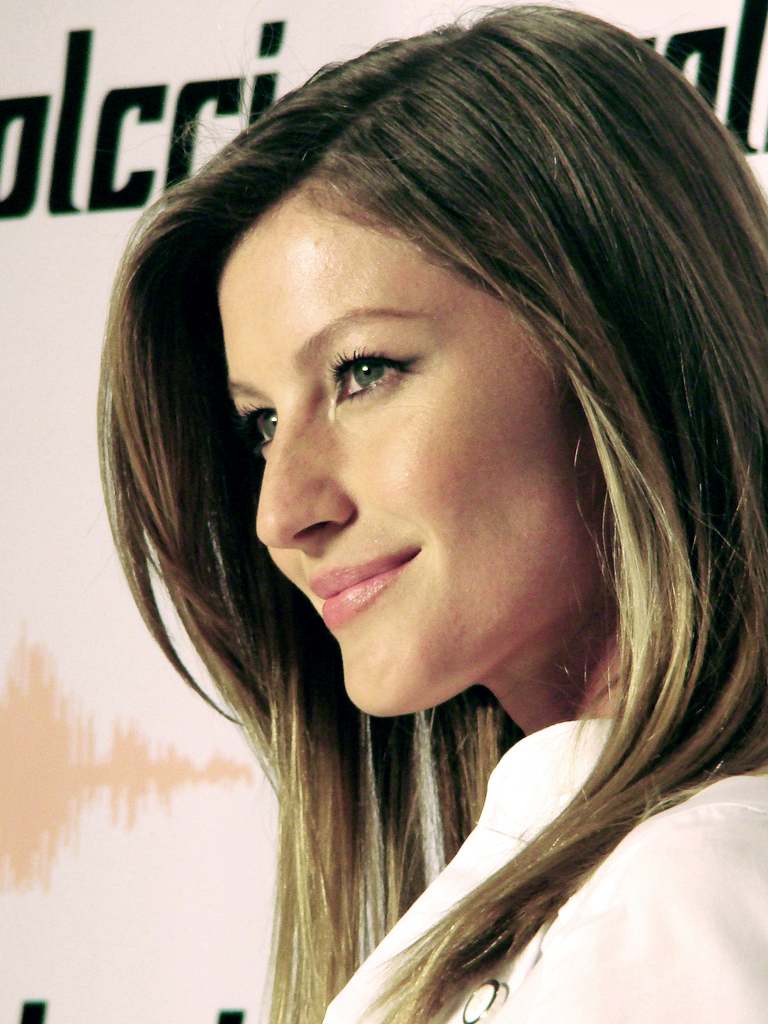
Жизель Бюндхен — одна из участниц финала Elite Model Look в 1994 году, где она вошла в число 15 лучших моделей

## Место проведения
Каждый год победительницы Elite Model Look из более чем 60 стран получают шанс выйти в финал.
Конкурсы «Elite Model Look» проводились:
- 1983 Акапулько, Мексика
- 1984 Маврикий
- 1986 Форте-дей-Марми, Итальянская Ривьера
- 1987 Таормина, Сицилия
- 1988 Атами, Япония
- 1989 Париж, Франция
- 1990 Рио-де-Жанейро, Бразилия
- 1991 Нью-Йорк, США
- 1992 Нью-Йорк, США
- 1993 Майами, США
- 1994 Ивиса, Испания
- 1995 Сеул, Южная Корея
- 1996 Ницца, Франция
- 1997 Ницца, Франция
- 1998 Ницца, Франция
- 1999 Ницца, Франция
- 2000 Женева, Швейцария
- 2001 Ницца, Франция
- 2002 Тунис, Тунис
- 2003 Сингапур
- 2004 Шанхай, Китай
- 2005 Шанхай, Китай
- 2006 Марракеш, Марокко
- 2007 Прага, Чехия
- 2008 Санья, Китай
- 2009 Санья, Китай
- 2010 Шанхай, Китай

## Победительницы Elite Model Look
| 1983 | Лиза Холленбек       | США        |
| 1985 | Фредерик Ван Дер Вал | Нидерланды |
| 1986 | Мария Линдквист      | Швеция     |
| 1987 | Дэбби Чин            | США        |
| 1988 | Келли Браун          | США        |
| 1989 | Инес Састре          | Испания    |
| 1990 | Wendy Weldhuis       | Нидерланды |
| 1991 | Ингрид Сайнхэв       | Бельгия    |
| 1992 | Мариам Мольски       | США        |
| 1993 | Хейди Альбертсен     | Дания      |
| 1994 | Наталья Семанова     | Россия     |
| 1995 | Сандра Вагнер        | Швейцария  |
| 1996 | Диана Ковальчук      | Украина    |
| 1997 | Яфке Старм           | Нидерланды |
| 1998 | Алина Пускау         | Румыния    |
| 1999 | Виктория Семенцова   | Украина    |
| 2000 | Линда Войтова        | Чехия      |
| 2001 | Рианна Тен Хакен     | Нидерланды |
| 2002 | Ана Михайлович       | Югославия  |
| 2003 | Дэниса Двонкова      | Словакия   |
| 2004 | Sofie Oosterwaal     | Нидерланды |
| 2005 | Шарлотта Таллард     | Франция    |
| 2006 | Дениса Дворакова     | Чехия      |
| 2007 | Дженнифер Месселер   | Франция    |
| 2008 | Луиза Мейслис        | Бельгия    |
| 2009 | Джулия Сэйнер        | Швейцария  |
| 2010 | Каролина Толкачева   | Украина    |
| 2011 | Юлия Шнайдер         | Швеция     |
| 2012 | Marilhéa Peillard    | Франция    |
| 2013 | Ева Климкова         | Чехия      |

Также в конкурсе Elite Model Look в разное время принимали участие такие звёзды подиума, как Синди Кроуфорд, Алессандра Амбросио, Линда Евангелиста, Татьяна Патитц, Кристианна Локен, Стефани Сеймур, Жизель Бюндхен, Ана Беатрис Баррос, Петра Немкова, Наталья Семанова, Диана Ковальчук, Карен Малдер, Татьяна Завьялова и Дайана Мендоса, завоевавшая титул Мисс Вселенная 2008.